# Grant Llewellyn
Grant Llewellyn (Tenby, 29 dicembre 1960) è un direttore d'orchestra gallese, direttore musicale della North Carolina Symphony.

## Biografia
Llewellyn nacque a Tenby, nel Pembrokeshire, nel Galles. Iniziò a sviluppare la sua reputazione di direttore d'orchestra nel 1985, quando fu insignito di una posizione dirigenziale presso il Tanglewood Music Center nel Massachusetts. Tra i suoi mentori ci furono Leonard Bernstein, Seiji Ozawa, Kurt Masur e André Previn. In seguito ha diretto concerti al Tanglewood Festival con i Boston Pops e come assistente direttore della Boston Symphony Orchestra. Dal 1990 al 1995 è stato direttore associato della BBC National Orchestra of Wales. È stato direttore ospite principale della Stavanger Symfoniorkester dal 1993 al 1996. Llewellyn è stato direttore principale dell'Orchestra Filarmonica Reale delle Fiandre (deFilharmonie) dal 1995 al 1998.
Dal 2001 al 2006 Llewellyn è stato direttore musicale della Handel and Haydn Society (Boston), dove ha anche ricoperto il ruolo di direttore principale. Dal luglio 2004 è stato direttore musicale della North Carolina Symphony. Nel settembre 2013 il suo contratto è stato prorogato fino al 2019.
Anche direttore d'opera, Llewellyn ha diretto spettacoli all'English National Opera (Il flauto magico) e al Teatro dell'Opera di Saint Louis. Ha sviluppato una collaborazione con il regista Chen-Shi Zheng con una produzione del 2001 di Didone ed Enea di Henry Purcell al Festival di Spoleto negli Stati Uniti. Ha anche diretto una nuova produzione del 2003 di Manon di Jules Massenet all'Opera North. Più recentemente ha diretto al Concorso BBC Cardiff Singer of the World.
Grant Llewellyn è il presidente britannico della Welsh Sinfonia, l'orchestra da camera professionista del Galles, diretta da Mark Eager.
Llewellyn, sua moglie Charlotte e i loro quattro figli risiedono a Cardiff.